# Gurjit Singh
Gurjit Singh (...) è un allenatore di calcio figiano.

## Carriera
Dal 2009 al 2010 ha allenato i figiani del Lautoka, con i quali ha anche partecipato ad una edizione della OFC Champions League ed ha vinto un campionato.
Ha allenato la nazionale di calcio delle Figi nel 2011, 10 partite.
A partire dal gennaio del 2015 allena il Suva, formazione della prima divisione delle Fiji.

## Palmarès

### Allenatore

#### Competizioni nazionali
- National Football League (Figi): 1

Lautoka: 2009